# Lijst van burgemeesters van Laagblokland
Dit is een lijst van burgemeesters van de voormalige Nederlandse gemeente Laagblokland tot die gemeente in 1857 opging in de gemeente Ottoland.
| Ambtsperiode | Naam burgemeester                 | Partij of stroming | Bijzonderheden |
| ------------ | --------------------------------- | ------------------ | --- |
| 18?? - 1832? | J. Brooshooft                     |                    | |
| 1832? - 1846 | Nicolaas Frederik van Steenbergen |                    | tevens burgemeester van Giessendam (1832-1846) en Peursum (1844-1846) |
| 1847 - 1852  | Rogier Diderik van Slijpe         |                    | tevens burgemeester van Ottoland (18??-1852), Goudriaan (18??-1852) en Giessen-Nieuwkerk (18??-1852)                                                                            |
| 1852 - 1857  | Johannes Diderik van Slijpe       |                    | tevens burgemeester van Goudriaan (1852-1884), Ottoland (1852-1884), Giessen-Nieuwkerk (1852-1894), Schelluinen (1852-1894), Nederslingeland (1852-1857) en Peursum (1852-1894) |